# Paula Garcés
Paula Garcés (Medellín, 20 marzo 1974) è un'attrice colombiana naturalizzata statunitense.

## Biografia
Paula Garcés è nata a Medellín in Colombia, da padre pescivendolo e madre insegnante. Da bambina si è trasferita negli Stati Uniti d'America, ad Harlem, un quartiere di Manhattan nella città di New York.
Il suo debutto come attrice risale al 1991, anno in cui ha avuto un ruolo da comparsa in un episodio della serie Law & Order - I due volti della giustizia e nel film I migliori del Bronx (Hangin' with the Homeboys). La notorietà arriva dal 2002, quando ottiene un ruolo da co-protagonista nel teen movie Clockstoppers, prodotto dalla Paramount Pictures, dove interpreta Francesca. L'anno successivo è presente anche nel cast dei film Marci X, una commedia di Richard Benjamin in cui interpreta Yolanda Quinones, Station Agent, film pluripremiato con Patricia Clarkson, e Spin.
Nel 2005 è co-protagonista nel film commedia L'uomo di casa (Man of the House), con Tommy Lee Jones, dove interpreta la cheerleader Teresa. Nello stesso anno è presente anche nel cast dei film American Trip - Il primo viaggio non si scorda mai (Harold & Kumar Go to White Castle), The Shore e Che Guevara, mentre nel 2006 è co-protagonista anche nel film Pledge This!. Nel frattempo svolge ruoli da comparsa in varie serie televisive, tra cui I Soprano, Law & Order - Unità vittime speciali, CSI: Miami, Knight Rider.
Nel 2008 interpreta il personaggio di Tina Hanlon nella serie televisiva The Shield, ruolo che le frutta una nomination agli ALMA Award come miglior attrice non protagonista in una serie tv drammatica. Nello stesso anno appare anche nel film Harold & Kumar - Due amici in fuga, sequel di American Trip - Il primo viaggio non si scorda mai. Nel 2009 ha fatto parte del cast della serie Defying Gravity - Le galassie del cuore ed è comparsa nel video musicale del singolo Imagínate, del duo Wisin & Yandel. Nel 2010 ha presentato il talk show The Look, sul canale via cavo americano mun2, ed è stata guest star nella serie televisiva Warehouse 13, nella quale ha interpretato il ruolo di Kelly Hernandez. Nel 2011 torna nel ruolo di Maria in Harold & Kumar - Un Natale da ricordare, terzo capitolo della saga comica con John Cho. Nel 2013 interpreta Flora Hernandez in Devious Maids - Panni sporchi a Beverly Hills.

## Vita privata
Dal 2002 è sposata con l'impresario portoricano Antonio Hernandez, con il quale ha avuto una figlia di nome Skye.

## Filmografia

### Cinema
- I migliori del Bronx (Hangin' with the Homeboys), regia di Joseph B. Vasquez (1991)
- Cercasi superstar (Life with Mikey), regia di James Lapine (1993)
- Pensieri pericolosi (Dangerous Minds), regia di John N. Smith (1995)
- Harvest, regia di Stuart Burkin (1998)
- Clockstoppers, regia di Jonathan Frakes (2002)
- Station Agent (The Station Agent), regia di Thomas McCarthy (2003)
- Marci X, regia di Richard Benjamin (2003)
- Spin, regia di James Redford (2003)
- American Trip - Il primo viaggio non si scorda mai (Harold & Kumar Go to White Castle), regia di Danny Leiner (2004)
- Che Guevara, regia di Josh Evans (2005)
- The Shore, regia di Dionysius Zervos (2005)
- L'uomo di casa (Man of the House), regia di Stephen Herek (2005)
- Pledge This!, regia di William Heins e Strathford Hamilton (2006)
- Red Princess Blues Animated: The Book of Violence, regia di Dan Cregan - cortometraggio animato (2007)
- Harold & Kumar - Due amici in fuga (Harold & Kumar Escape from Guantanamo Bay), regia di Jon Hurwitz e Hayden Schlossberg (2008)
- Harold & Kumar Go to Amsterdam, regia di Jon Hurwitz e Hayden Schlossberg - cortometraggio (2008)
- Harold & Kumar - Un Natale da ricordare, regia di Todd Strauss-Schulson (2011)
- Deception, regia di Chris Norlund (2011)
- The Maid's Room, regia di Michael Walker (2014)
- Adult Beginners, regia di Ross Katz (2014)

### Televisione
- Law & Order - I due volti della giustizia (Law & Order) – serie TV, episodio 1x18 (1991)
- New York Undercover – serie TV, episodio 1x01 (1994)
- Oz – serie TV, episodi 3x01-3x02 (1999)
- Sentieri (The Guiding Light) – soap opera, 7 episodi (1999-2001)
- The Brothers Garcia – serie TV, episodio 3x04 (2002)
- I Soprano (The Sopranos) – serie TV, episodio 5x09 (2004)
- Law & Order - Unità vittime speciali (Law & Order: Special Victims Unit) – serie TV, 4 episodi (2005)
- CSI: Miami- serie TV, 4 episodi (2003-2007)
- The Shield – serie TV, 32 episodi (2006-2008)
- Knight Rider – serie TV, episodio 1x01 (2008)
- Defying Gravity - Le galassie del cuore (Defying Gravity) – serie TV, 13 episodi (2009)
- Warehouse 13 – serie TV, 5 episodi (2010)
- Chase – serie TV, episodio 1x11 (2011)
- The Good Wife – serie TV, episodio 2x20 (2011)
- I signori della fuga (Breakout Kings) – serie TV, episodio 1x11 (2011)
- Devious Maids - Panni sporchi a Beverly Hills (Devious Maids) – serie TV, 6 episodi (2013)
- Elementary - serie TV, episodio 1x16 (2013)
- La valle dei pini (All My Children) - soap opera (2013)
- On My Block - serie TV (2018-in corso)

## Doppiatrici italiane
Nelle versioni in italiano dei suoi lavori, Paula Garcés è stata doppiata da:
- Federica De Bortoli in The Shield, Warehouse 13, I signori della fuga, Major Crimes
- Chiara Gioncardi in CSI: Miami, Devious Maids - Panni sporchi a Beverly Hills
- Ilaria Latini in Defying Gravity - Le galassie del cuore, On My Block
- Alessia Amendola in American Trip - Il primo viaggio non si scorda mai
- Daniela Calò in Law & Order - Unità vittime speciali
- Perla Liberatori in L'uomo di casa
- Rossella Acerbo in Clockstoppers